# Ancellotta
Die Rotweinsorte Ancellotta wird hauptsächlich in den italienischen Regionen Emilia-Romagna und Lombardei kultiviert. Zugelassen ist sie außerdem im Piemont (bei Vercelli), Venetien, Friaul, Toskana sowie auf Sardinien. Im Westen der Schweiz gibt es kleinere Vorkommen, auch hier wird die farbintensive Sorte fast ausschließlich und in geringen Mengen als Verschnittpartner genutzt.

## Beschreibung
Sie erbringt dunkelfarbige, fruchtige und säurearme Rotweine, die sich ausgezeichnet zum Verschnitt eignen. Sie wird aufgrund ihrer tieffarbigen Weine gerne als Färbertraube eingesetzt. Außerdem wird aus ihr sehr fruchtiger, dunkler Traubensaft gewonnen. Sie ist in Rot- und Roséweinen der DOC-Weine Colli di Faenza, Colli di Rimini, Lambrusco Reggiano und Reggiano Rosso enthalten. Aktuell sind ca. 4700 Hektar Rebfläche mit der Ancelotta bestockt.
Abstammung: Diese Traube wird als nahe Verwandte der Lambrusco-Familie angesehen.